# لولیان‌والی
لولیان‌والی (به انگلیسی: Lolianwali) یک منطقهٔ مسکونی در پاکستان است که در پنجاب واقع شده‌است. لولیان‌والی ۳٬۰۰۰ نفر جمعیت دارد و ۲۲۴ متر بالاتر از سطح دریا واقع شده‌است.